# Metakognition
Metakognition er at tænke på det at tænke. Det vil sige tanker og viden om egne psykiske processer.[kilde mangler]

## Metakognitiv terapi
Metakognition anvendes særligt i forbindelse med metakognitiv terapi. Denne metode stammer fra det såkaldte kognitive opmærksomhedssyndrom, hvilket består af spekulationer, bekymringer og fiksering af opmærksomhed på trusler, der skyldes metakognition. Ved metakognitiv terapi går en terapeut ind og forsøger at fjerne det kognitive opmærksomhedssyndrom, ved at hjælpe patienten til at udvikle mønstre, der ændrer de metakognitive overbevisninger, der skaber negative tanke- og opmærksomhedsmønstre.
Metakognitiv terapi anvendes i dag til at behandle lidelser så som social angst, depression, posttraumatisk stress, borderline personlighedsforstyrrelse og psykoser.